# Dom Feliciano
Dom Feliciano är en kommun i Brasilien.   Den ligger i delstaten Rio Grande do Sul, i den södra delen av landet, 1 700 km söder om huvudstaden Brasília. Antalet invånare är 14 380.
I omgivningarna runt Dom Feliciano växer huvudsakligen savannskog. Runt Dom Feliciano är det glesbefolkat, med 10 invånare per kvadratkilometer.